# Fotbalový Klub Čáslav
L'FK Čáslav è una società calcistica ceca con sede nella città di Čáslav. Oggi milita nella terza divisione del calcio nazionale.

## Rosa attuale
| N. |                      | Ruolo | Calciatore       |
| -- | -------------------- | ----- | ---------------- |
| 1  | Rep. Ceca (bandiera) | P     | Ondřej Volšík    |
| 2  | Slovenia (bandiera)  | D     | Ivan Belko       |
| 3  | Rep. Ceca (bandiera) | D     | Tomáš Haniak     |
| 4  | Rep. Ceca (bandiera) | D     | Jiří Ptáček      |
| 5  | Rep. Ceca (bandiera) | D     | Jakub Špidlen    |
| 6  | Rep. Ceca (bandiera) | D     | Václav Kotrba    |
| 7  | Rep. Ceca (bandiera) | C     | Tomáš Kazár      |
| 8  | Rep. Ceca (bandiera) | A     | Petr Kunášek     |
| 9  | Rep. Ceca (bandiera) | A     | David Fikejz     |
| 10 | Rep. Ceca (bandiera) | A     | Vítězslav Brožík |
| 11 | Rep. Ceca (bandiera) | C     | Filip Racko      |

| N. |                                 | Ruolo | Calciatore    |
| -- | ------------------------------- | ----- | ------------- |
| 12 | Rep. Ceca (bandiera)            | C     | Jan Šisler    |
| 13 | Rep. Ceca (bandiera)            | D     | Jan Růžička   |
| 14 | Rep. Ceca (bandiera)            | C     | Vít Štětina   |
| 15 | Rep. Ceca (bandiera)            | C     | Daniel Bartl  |
| 16 | Rep. Ceca (bandiera)            | C     | Ondřej Prášil |
| 17 | Romania (bandiera)              | D     | Petr Dragoun  |
| 18 | Bosnia ed Erzegovina (bandiera) | A     | Adnan Džafič  |
| 19 | Rep. Ceca (bandiera)            | C     | Radim Breite  |
| 20 | Rep. Ceca (bandiera)            | C     | Jan Kopic     |
| 21 | Rep. Ceca (bandiera)            | D     | Karel Hejný   |
| 30 | Rep. Ceca (bandiera)            | P     | Michal Bárta  |

## Palmarès

### Competizioni nazionali
- Česka fotbalová liga: 1

2005-2006

### Altri piazzamenti
- Druhá Liga:

Secondo posto: 2008-2009